# Vladimir Sjnejderov
Vladimir Sjnejderov (russisk: Владимир Адольфович Шне́йдеров) (født 15. juli 1900 i Moskva i det Russiske Kejserrige, død 4. januar 1973 i Moskva i Sovjetunionen) var en sovjetisk filminstruktør.

## Filmografi
- Dzjulbars (Джульбарс, 1935)[1][2]